# Ramaria purpureopallida
Ramaria purpureopallida är en svampart som beskrevs av R.H. Petersen 1988. Ramaria purpureopallida ingår i släktet Ramaria och familjen Gomphaceae.   Inga underarter finns listade i Catalogue of Life.